# Zustandsraum (Neuronales Netz)
Der Zustandsraum (engl. state space) bezeichnet in der Kognitionswissenschaft die Gesamtheit aller Zustände, die eine künstliche Intelligenz oder kognitives biologisches System einnehmen kann. Es wird dabei unterschieden zwischen Such- und Problemlösungsräumen.
Mathematisch gesehen ist der Zustandsraum eines künstlichen neuronalen Netzes ein Vektorraum, der die Menge der möglichen Zustände des neuronalen Netzes beschreibt. Die einzelnen Aktivierungszustände werden hier durch Vektoren repräsentiert. Vektoren bilden auch die Werte interner Zustandsvariablen.
Als Beispiel kann hier die Folge der bisherigen Eingaben dienen. Jeder Eingabewert wird durch eine Komponente des Eingabevektors dargestellt.
Eine besondere Bedeutung haben visuelle Zustandsräume in der Robotik bei der Entwicklung von Navigationssystemen. Die für die Navigation wesentlichen Objekte der Umwelt (zum Beispiel Türen, Wände etc.) werden in ein Koordinatensystem eingetragen und bei der Navigation auf einem Zustands-Monitor dargestellt. Es werden dabei sowohl künstliche als auch natürliche Landmarken verwendet, die von dem technischen System über eine Videokamera erkannt werden können. Dieses Verfahren gewährleistet eine robuste Erkennung von Hindernissen.